# 神戸町立図書館
神戸町立図書館（ごうどちょうりつとしょかん）は、岐阜県安八郡神戸町にある公共図書館。

## 概要
1995年（平成7年）6月4日に開館。それまでは神戸町中央公民館に図書室があるのみであった。
建物は鉄骨（一部鉄筋コンクリート造）平屋建てであり、建物面積は1922.06m2、延床面積は1719.57m2。1994年（平成6年）5月9日に着工し、1995年（平成7年）3月10日に完成した。
2019年度（令和元年度）末時点の総蔵書数は78,492冊である。

## 施設概要
- 一般コーナー
- 児童コーナー
- AVコーナー
- 持込PCコーナー
- 多目的ホール
- 会議室（和室）
- 会議室（洋室）　※学習室兼用
- 鉄道模型展示室　※別棟

土・日・祝日に開館。約790点の鉄道模型やジオラマを展示。
偶数月の第3日曜日の10:00から12:00には、ボランティアの指導による、幼児及び小学生低学年を対象とする鉄道模型運転体験が行われる。

## 利用案内
- 開館時間：
  - 9:00 - 17:00　（図書館）　※夏季期間平日のみ19:00まで延長　
  - 9:00 - 21:00　（会議室・多目的ホール）[5]
- 休館日：月曜日、休日の翌日（当該休日の翌日が土・日・月曜日の場合はその翌日）、図書館整理日（毎月最終金曜日）、年末年始（12月29日 - 1月4日）、特別整理期間[5]
- 貸出
  - 貸出点数：1人10点まで　※視聴覚資料（CD・DVD）は貸出不可（館内利用のみ）[6]
  - 貸出期間：14日間

## 交通アクセス

### 公共交通機関
- 養老鉄道北神戸駅下車、徒歩約2分。
- 名阪近鉄バス大垣大野線「井田」バス停より徒歩約20分。
  - JR東海東海道本線・養老鉄道・樽見鉄道大垣駅（大垣駅前バスのりば）より「大野バスセンター」行き。

### 自動車
- 東海環状自動車道大野神戸ICから県道53号を西進し、「北一色東」交差点を北上。

## 周辺施設
- 神戸町立北小学校
- 神戸町立北幼稚園
- 北神戸駅